# Sanremo-Festival 2005
Die 55. Ausgabe des Festival della Canzone Italiana di Sanremo fand 2005 vom 1. bis zum 5. März im Teatro Ariston in Sanremo statt und wurde von Paolo Bonolis, Antonella Clerici und Federica Felini moderiert.

## Ablauf

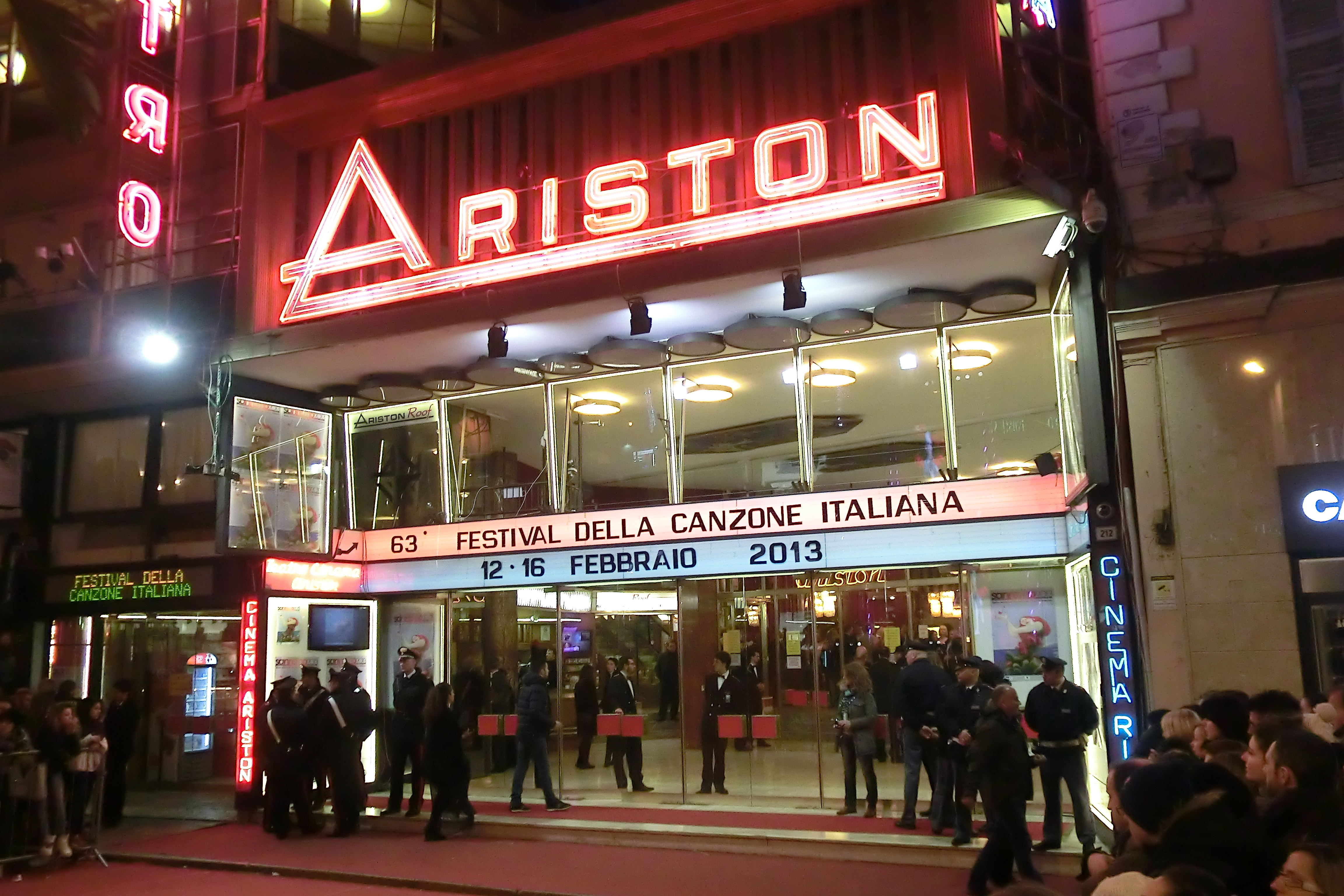
Das Ariston-Theater, Veranstaltungsort des Sanremo-Festivals

Nach der insgesamt eher enttäuschenden Ausgabe des Vorjahres berief die Rai den populären Moderator Paolo Bonolis zum Festival 2005. Er teilte sich die künstlerische Leitung mit Gianmarco Mazzi, der schon 2004 Tony Renis assistiert hatte, bei der Moderation standen ihm Antonella Clerici und Federica Felini zur Seite. Bonolis führte grundlegende Veränderungen ein. Nicht nur wurde die Newcomer-Kategorie wieder eingeführt, sondern auch die Hauptkategorie in weitere vier Kategorien unterteilt: Classic (Altstars), Donne (Frauen), Uomini (Männer) und Gruppi (Musikgruppen). Die demoskopischen Jurys entschieden über den Finaleinzug von drei Beiträgen je Kategorie, in der Endrunde konnte das Fernsehpublikum über Televoting aus den fünf Kategoriesiegern den Festivalsieger bestimmen. Eine weitere entscheidende Neuerung war die Einführung des „Duettabends“ am Freitag, an dem die Teilnehmer ihre Beiträge in einer neuen Version unter Mitwirkung von Gästen präsentieren konnten.
In der Newcomer-Kategorie gingen zwölf Teilnehmer ins Rennen, in den anderen vier Kategorien je fünf. Darunter waren sechs ehemalige Sanremo-Sieger: Marco Masini, Toto Cutugno, Umberto Tozzi, Peppino Di Capri, Matia Bazar und Alexia. Weitere vertraute Namen waren Gigi D’Alessio, Francesco Renga, Paolo Meneguzzi, Antonella Ruggiero und Anna Tatangelo. Daneben kehrte der 81-jährige Nicola Arigliano nach über 40 Jahren zum Festival zurück. Unter den Newcomern debütierten die beiden Bands Modà und Negramaro, die jedoch beide kein Glück im Wettbewerb hatten und schon in der Vorrunde ausschieden. Die Gästeliste umfasste so unterschiedliche Persönlichkeiten wie Mike Tyson, Michael Bublé, Will Smith und Vasco Rossi; außerdem präsentierte Povia das Lied I bambini fanno “ooh…”, das sich im Anschluss zu einem ungeahnten Nummer-eins-Erfolg entwickeln sollte.
Die Ausgabe 2005 entwickelte sich zu einem großen Publikumserfolg. Im Finale gewannen Toto Cutugno und Annalisa Minetti mit Come noi nessuno al mondo bei den Altstars, Antonella Ruggiero mit Echi d’infinito bei den Frauen, Francesco Renga mit Angelo bei den Männern, Nicky Nicolai und das Stefano Di Battista Jazz Quartet mit Che mistero è l’amore bei den Gruppen und Laura Bono mit Non credo nei miracoli bei den Newcomern. Im Televoting konnte sich schließlich Francesco Renga als Gesamtsieger durchsetzen. Der Kritikerpreis ging an Nicola Arigliano mit Colpevole. Der Finalabend wurde allerdings vom tragischen Tod des Geheimdienstmitarbeiters Nicola Calipari in Bagdad überschattet.

## Teilnehmende Beiträge

### Gesamttabelle
- Sieger

| Platzierung | Interpret                                          | Lied                      | Autoren                                              |
| ----------- | -------------------------------------------------- | ------------------------- | ---------------------------------------------------- |
| 1           | Francesco Renga                                    | Angelo                    | Francesco Renga, Maurizio Zappatini                  |
| 2           | Toto Cutugno und Annalisa Minetti                  | Come noi nessuno al mondo | Toto Cutugno                                         |
| 3           | Antonella Ruggiero                                 | Echi d’infinito           | Mario Venuti, Kaballà                                |
| 4           | Nicky Nicolai und Stefano Di Battista Jazz Quartet | Che mistero è l’amore     | Maurizio Fabrizio, Giancarlo Lucariello, Pino Marino |
| 5           | Laura Bono                                         | Non credo nei miracoli    | Laura Bono, Mario Natale                             |

### Kategorien
- Sieger
- In der Vorrunde ausgeschieden

#### Classic
| Platzierung  | Interpret                         | Lied                      | Autoren                                              |
| ------------ | --------------------------------- | ------------------------- | ---------------------------------------------------- |
| 1            | Toto Cutugno und Annalisa Minetti | Come noi nessuno al mondo | Toto Cutugno                                         |
| 2            | Marcella Bella                    | Uomo bastardo             | Gianni Bella, Stefano Pieroni                        |
| 3            | Peppino di Capri                  | La panchina               | Depsa, Peppino di Capri, Cristian Piccinelli         |
| Semifinalist | Nicola Arigliano                  | Colpevole                 | Franco Fasano, Gianfranco Grottoli, Andrea Vaschetti |
|              | Franco Califano                   | Non escludo il ritorno    | Federico Zampaglione, Franco Califano                |

#### Donne
| Platzierung    | Interpret          | Lied                 | Autoren                                                                    |
| -------------- | ------------------ | -------------------- | -------------------------------------------------------------------------- |
| 1              | Antonella Ruggiero | Echi d’infinito      | Mario Venuti, Kaballà                                                      |
| 2              | Alexia             | Da grande            | Alessia Aquilani, Maurizio Fabrizio, Giuseppe Fulcheri, Giuseppe Cominotti |
| 3              | Anna Tatangelo     | Ragazza di periferia | Gigi D’Alessio, Adriano Pennino, Vincenzo D’Agostino                       |
| Semifinalistin | Marina Rei         | Fammi entrare        | Marina Rei, Daniele Sinigallia, Riccardo Sinigallia                        |
|                | Paola & Chiara     | A modo mio           | Chiara Iezzi, Paola Iezzi                                                  |

#### Uomini
| Platzierung  | Interpret       | Lied                   | Autoren                                         |
| ------------ | --------------- | ---------------------- | ----------------------------------------------- |
| 1            | Francesco Renga | Angelo                 | Francesco Renga, Maurizio Zappatini             |
| 2            | Gigi D’Alessio  | L’amore che non c’è    | Gigi D’Alessio, Vincenzo D’Agostino             |
| 3            | Marco Masini    | Nel mondo dei sogni    | Marco Masini, Goffredo Orlandi, Beppe Dati      |
| Semifinalist | Paolo Meneguzzi | Non capiva che l’amavo | Paolo Meneguzzi, Dino Melotti, Rosario Di Bella |
|              | Umberto Tozzi   | Le parole              | Umberto Tozzi, Riccardo Ancillotti              |

#### Gruppi
| Platzierung  | Interpret                                          | Lied                    | Autoren                                                  |
| ------------ | -------------------------------------------------- | ----------------------- | -------------------------------------------------------- |
| 1            | Nicky Nicolai und Stefano Di Battista Jazz Quartet | Che mistero è l’amore   | Maurizio Fabrizio, Giancarlo Lucariello, Pino Marino     |
| 2            | Le Vibrazioni                                      | Ovunque andrò           | Francesco Sarcina                                        |
| 3            | Matia Bazar                                        | Grido d’amore           | Piero Cassano, Giancarlo Golzi                           |
| Semifinalist | DJ Francesco Band                                  | Francesca               | Alberto Rapetti, Francesco Facchinetti, Davide Primiceri |
|              | Velvet                                             | Dovevo dirti molte cose | Alessandro Sgreccia, Velvet                              |

#### Giovani
| Platzierung       | Interpret                | Lied                                             | Autoren                                                                |
| ----------------- | ------------------------ | ------------------------------------------------ | ---------------------------------------------------------------------- |
| 1                 | Laura Bono               | Non credo nei miracoli                           | Laura Bono, Mario Natale                                               |
| 2                 | La Differenza            | Che farò                                         | Franco Falcone, Giuseppe Martinelli, Simone Zaccagna                   |
| 3                 | Veronica Ventavoli       | L’immaginario                                    | Diego Calvetti, Marco Ciappelli                                        |
| Semifinalisten    | Giovanna D’Angi          | Fammi respirare                                  | Giovanni Caruso, Mario Pappalardo                                      |
| Semifinalisten    | Equ                      | L’idea                                           | Vanni Crociani, Gabriele Graziani, Daniele Boscherini                  |
| Semifinalisten    | Max De Angelis           | Sono qui per questo                              | Max De Angelis, Diego Calvetti, Marco Ciappelli                        |
|                   | Concido                  | Ci vuole k…                                      | Andrea Plebani, Giorgio Tarantelli, Giorgio Costantini, Enrico Plebani |
| Enrico Boccadoro  | Dov’è la terra capitano? | Enrico Boccadoro                                 |                                                                        |
| Negramaro         | Mentre tutto scorre      | Giuliano Sangiorgi                               |                                                                        |
| Modà              | Riesci a innamorarmi     | Francesco Silvestre                              |                                                                        |
| Christian Lo Zito | Segui il tuo cuore       | Giuseppe Furnari                                 |                                                                        |
| Sabrina Guida     | Vorrei                   | Walter Esposito, Sabrina Guida, Roberto D’Aquino |                                                                        |

## Erfolge
19 Beiträge aus dem Festival 2005 stiegen im Anschluss in die italienischen Singlecharts ein. Der Siegertitel konnte auch die Chartspitze erreichen. Lediglich aus der Classic-Kategorie konnte kein Beitrag die Charts erreichen.
Noch erfolgreicher als Francesco Renga war jedoch Gast Povia mit I bambini fanno “ooh…”, das sich danach 20 Wochen an der Spitze der Charts halten konnte.

| Jahr                                         | Titel Interpret                        | Höchstplatzierung, Gesamtwochen, AuszeichnungChartsChartplatzierungen (Jahr, Titel, Interpret, Platzierungen, Wochen, Auszeichnungen, Anmerkungen) | Anmerkungen            |
| Jahr                                         | Titel Interpret                        | IT | Anmerkungen            |
| -------------------------------------------- | -------------------------------------- | --- | ---------------------- |
| 2005                                         | Angelo Francesco Renga                 | IT1 (22 Wo.)IT | Platz 1, Uomini        |
| 2005                                         | L’amore che non c’è Gigi D’Alessio     | IT2 (17 Wo.)IT | Finalist, Uomini       |
| 2005                                         | Non capiva che l’amavo Paolo Meneguzzi | IT7 (13 Wo.)IT | Semifinalist, Uomini   |
| 2005                                         | Nel mondo dei sogni Marco Masini       | IT8 (10 Wo.)IT | Finalist, Uomini       |
| 2005                                         | Mentre tutto scorre Negramaro          | IT9 (22 Wo.)IT | Ausgeschieden, Giovani |
| 2005                                         | A modo mio Paola & Chiara              | IT10 (12 Wo.)IT | Ausgeschieden, Donne   |
| 2005                                         | Grido d’amore Matia Bazar              | IT12 (8 Wo.)IT | Finalist, Gruppi       |
| 2005                                         | Francesca DJ Francesco Band            | IT13 (9 Wo.)IT | Semifinalist, Gruppi   |
| 2005                                         | Ragazza di periferia Anna Tatangelo    | IT16 (11 Wo.)IT | Finalistin, Donne      |
| 2005                                         | Da grande Alexia                       | IT18 (6 Wo.)IT | Finalistin, Donne      |
| 2005                                         | Che mistero è l’amore Nicky Nicolai    | IT19 (8 Wo.)IT | Platz 4, Gruppi        |
| 2005                                         | Non credo nei miracoli Laura Bono      | IT21 (18 Wo.)IT | Platz 5, Giovani       |
| 2005                                         | Echi d’infinito Antonella Ruggiero     | IT22 (6 Wo.)IT | Platz 3, Donne         |
| 2005                                         | Dovevo dirti molte cose Velvet         | IT28 (13 Wo.)IT | Ausgeschieden, Gruppi  |
| 2005                                         | Che farò La Differenza                 | IT28 (11 Wo.)IT | Finalist, Giovani      |
| 2005                                         | Le parole Umberto Tozzi                | IT35 (3 Wo.)IT | Ausgeschieden, Uomini  |
| 2005                                         | Riesci a innamorarmi Modà              | IT41 (1 Wo.)IT | Ausgeschieden, Giovani |
| 2005                                         | Fammi entrare Marina Rei               | IT44 (2 Wo.)IT | Semifinalistin, Donne  |
| 2005                                         | L’immaginario Veronica Ventavoli       | IT47 (1 Wo.)IT | Finalistin, Giovani    |
| 2005                                         | L’idea Equ                             | IT50 (1 Wo.)IT | Semifinalist, Giovani  |
| Weitere Charterfolge aus dem Festivalumfeld: |                                        | |                        |
|                                              |                                        | |                        |
| 2005                                         | I bambini fanno “ooh…” Povia           | IT1 (57 Wo.)IT | Gastbeitrag            |

## Belege
1. ↑  Guido Racca & Chartitalia: Top 100 FIMI Singoli. Lulu, 2013.